# Biblioteca Domingos Soares Ferreira Penna
A Biblioteca Domingos Soares Ferreira Penna é uma biblioteca brasileira localizada em Belém, estado do Pará. Foi criada em 1894, junto com o arquivo do Museu Goeldi, com a finalidade de reunir, custodiar e dar acesso à documentação e informação nas áreas de atuação da instituição - primeira a dedicar-se à pesquisa sobre a Amazônia.
O acervo, especializado em assuntos amazônicos, reúne documentos adquiridos através de compra, doação, permuta e custódia. Coleções de livros, fotografias, filmes, 
fitas, microfilmes, periódicos, folhetos, separatas, CD-Rom, teses e anais que somam mais de 200.000 itens, destacando-se mais de 26.000 livros e quase 6.000 títulos em periódicos científicos.
Desde o final do século XIX o Museu mantém a atividade de editoração, publicando o primeiro periódico científico da Amazônia, o Boletim do Museu Paraense de História Natural e Etnografia, já em 1896. Atualmente, o Museu edita publicações de caráter técnico, científico e cultural sobre a Amazônia. São quatro Boletins publicados, nas séries de Antropologia, Botânica, Ciências da Terra e Zoologia, mais a Revista Ciência em Museus.
O museu possui obras raras. Uma delas, "Rerum Medicarum Novae Hispaniae", é um livro em latim datado de 1628, avaliado em cerca de US$ 200 mil, que foi roubado do museu, e recuperado em 2014.